# Vakuf (gmina Lopare)
Vakuf (cyr. Вакуф) – wieś w Bośni i Hercegowinie, w Republice Serbskiej, w gminie Lopare. W 2013 roku liczyła 196 mieszkańców.